# Gizjiga (rivier)
De Gizjiga (Russisch: Гижига), Izjiga of Tsjendon is een rivier in het noordoosten van het Russische Verre Oosten, gelegen in het noorden van de oblast Magadan. De rivier ontspringt in het Jablonovygebergte en stroomt in zuidoostelijke richting uit in de Gizjigabaai van de Sjelichovbaai in de Zee van Ochotsk. De rivier is een groot deel van het jaar bevroren. In de buurt van de monding ligt het gelijknamige dorpje Gizjiga, dat vroeger een stad was.